# Daoud Hari
Daoud Hari, conosciuto con il soprannome di Suleiman Abakar Moussa (...), è uno scrittore sudanese, nato in un villaggio del Darfur.

## Biografia
Dopo essere stato costretto ad abbandonare il suo paese, ha vissuto in un campo profughi in Ciad. Come interprete e guida di reporter occidentali e organizzazioni umanitarie, ha varcato decine di volte il confine per tornare in Sudan, mettendo a repentaglio la propria vita per dar voce a chi non ce l'ha. Nel 2006, nel corso di una di queste missioni, è stato catturato, imprigionato e torturato. Dopo la sua liberazione, è stato accolto negli Stati Uniti come rifugiato. Il suo libro intitolato "Il traduttore del silenzio" è un caso internazionale, tradotto in quattordici paesi. Oggi vive a Baltimora.